# Atto di Tilsit

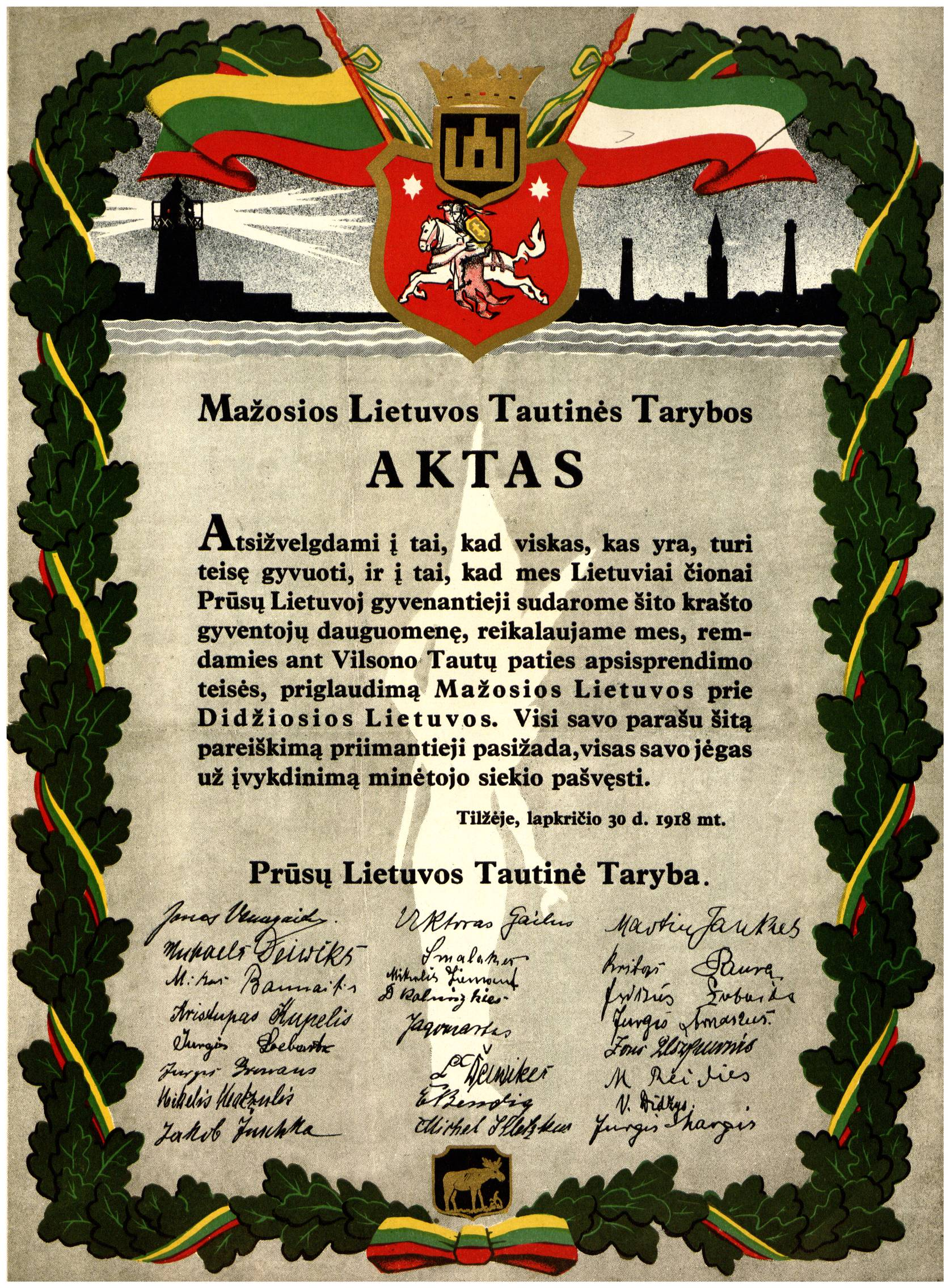
Una ristampa dell'atto di Tilsit del 1938

L'atto di Tilsit (in lituano Tilžės aktas) fu un documento firmato a Tilsit da 24 membri del Consiglio Nazionale della Lituania Minore (Mažosios Lietuvos tautinė taryba) il 30 novembre 1918. I firmatari chiedevano l'unificazione della Lituania minore e la Lithuania Propria in un'unica nazione, circostanza che avrebbe comportato l'assorbimento delle aree settentrionali della Prussia Orientale, abitate prevalentemente da lituani prussiani, ai danni dell'Impero tedesco.
La sezione della Prussia orientale a nord del fiume Nemunas, il territorio di Memel fino alla città di Memel (Klaipėda), andò separato ai territori in mano a Berlino per via dell'insistenza dei delegati polacchi presenti alla ratifica del trattato di Versailles e posta sotto la supervisione della Società delle Nazioni. Il resto della Prussia orientale, situata a sud del Neminas, inclusa la città di Tilsit, dove venne firmato l'atto, rimase alla Germania.
Il documento non venne firmato dai principali esponenti politici lituani prussiani di orientamento filolituano quali Wilhelm Storost e Wilhelm Gaigalat. Quest'ultimo fu eletto presidente del Consiglio lituano prussiano, ma rifiutò in seguito di assumere la carica e lo sostituì il segretario generale Erdmonas Simonaitis. La stesura del proclama andò ampiamente pubblicizzata nella Repubblica di Lituania, mentre invece ciò non avvenne in Lituania Minore. Le frange ostili ai simpatizzanti della Lituania vedevano infatti l'atto come un documento finalizzato a "spettacolizzare" solamente un organo sovversivo come il Consiglio nazionale della Lituania Minore.
Alla fine, l'atto di Tilsit divenne un importante strumento di propaganda durante la controversa rivolta di Klaipėda del 1923, dopo la quale il territorio di Memel, con uno status giuridicamente simile a quello della Città Libera di Danzica, venne annesso alla Lituania. Nel marzo del 1939, la Lituania dovette cedere la regione di Klaipėda alla Germania nazista dopo un ultimatum emesso dal governo tedesco. Alcuni dei firmatari dell'atto di Tilsit furono in seguito perseguitati dai nazisti e processati per alto tradimento, con Simonaitis spedito in un lager a cui sopravvisse.